# New Zealand Ice Hockey League 2014
Die Saison 2014 ist die zehnte Spielzeit der New Zealand Ice Hockey League, der höchsten neuseeländischen Eishockeyspielklasse. Meister wurden zum insgesamt vierten Mal in der Vereinsgeschichte die Canterbury Red Devils.

## Modus
In der regulären Saison absolviert jede der fünf Mannschaften insgesamt 16 Spiele. Die beiden bestplatzierten Mannschaften qualifizieren sich für das Meisterschaftsfinale, das im Modus Best-of-Three ausgetragen wird. Für einen Sieg nach regulärer Spielzeit erhält jede Mannschaft drei Punkte, für einen Sieg nach Overtime zwei Punkte, für eine Niederlage nach Overtime einen Punkt und für eine Niederlage nach der regulären Spielzeit null Punkte.

## Reguläre Saison (Tabelle)
|    | Klub                   | Sp | S  | OTS | OTN | N  | Tore  | Punkte |
| -- | ---------------------- | -- | -- | --- | --- | -- | ----- | ------ |
| 1. | Canterbury Red Devils  | 16 | 12 | 0   | 1   | 3  | 79:58 | 37     |
| 2. | Dunedin Thunder        | 16 | 10 | 0   | 1   | 5  | 72:67 | 31     |
| 3. | Southern Stampede      | 16 | 6  | 1   | 2   | 7  | 71:74 | 22     |
| 4. | Botany Swarm           | 16 | 5  | 2   | 2   | 7  | 71:70 | 21     |
| 5. | West Auckland Admirals | 16 | 1  | 3   | 0   | 12 | 62:86 | 9      |

## Finale
Die Finalspiele zwischen Titelverteidiger Canterbury Red Devils und Dunedin Thunder waren für den 24. und 30. August 2014 angesetzt. Ein eventuell notwendiges Entscheidungsspiel hätte am 31. August 2014 stattfinden sollen, wurde aber nicht benötigt, da sich die Red Devils bereits nach zwei Spielen durchgesetzt hatten.
- Canterbury Red Devils – Dunedin Thunder 4:3, 14:6